# GOLDEN☆BEST 越路吹雪
『GOLDEN☆BEST 越路吹雪』（ゴールデン☆ベスト こしじふぶき）は越路吹雪のベスト・アルバム。

## 解説
各レコード会社から発売されているゴールデン☆ベストシリーズの初期に発売された一枚。
2013年11月27日にスペシャル・プライスとして期間限定で発売された。
2022年11月16日にハイブリッドSACDで発売された。

## 収録曲
全作詞：岩谷時子（12・16以外）　全編曲：内藤法美（7以外）
1. サン・トワ・マミー（3:29）[1]
作曲：サルヴァトール・アダモ
  - 第15回NHK紅白歌合戦歌唱曲
2. ろくでなし（2:57）[1]
作曲：サルヴァトール・アダモ
3. 愛の讃歌（3:32）[1]
作曲：マルグリット・モノー、エディット・ピアフ
  - 第20回NHK紅白歌合戦歌唱曲
4. ラストダンスは私に（3:20）[1]
作曲：モルト・シューマン
  - 第12回NHK紅白歌合戦・第14回NHK紅白歌合戦歌唱曲
5. バラ色の人生（3:15）[1]
作曲：エディット・ピアフ、P.ルイギ
6. 明日は月の上で（3:51）[1]
作曲：サルヴァトール・アダモ
7. 幸福を売る男（2:08）[1]
作曲：Jean-Piere Calvet
編曲：平岡精二
8. 雪が降る（3:07）[1]
作曲：サルヴァトール・アダモ
9. 家へ帰るのが怖い（3:03）[1]
作曲：J.Hesse
  - 第11回NHK紅白歌合戦歌唱曲
10. イカルスの星（2:58）[1]
作曲：内藤法美
  - 第19回NHK紅白歌合戦歌唱曲
11. オー・シャンゼリゼ（2:48）[1]
作曲：マイク・ウィルシュ
12. 想い出のソレンツァラ（2:18）[1]
作詞：水野汀子
作曲：マルフィージ、ダルバル、バッカラ
13. 枯葉（4:10）[1]
作曲：ジョゼフ・コズマ
14. 恋ごころ（2:49）[1]
作曲：エンリコ・マシアス
15. セ・シ・ボン（3:34）[1]
作曲：Arianna Betti・Andre Hornez
16. 誰もいない海（3:07）[1]
作詞：山口洋子
作曲：内藤法美
17. メランコリー（4:01）[1]
作曲：Alain Romans・P.Dudan
18. 夢の中に君がいる（3:14）[1]
作曲：サルヴァトール・アダモ
  - 第17回NHK紅白歌合戦歌唱曲